# Synaptantha scleranthoides
Synaptantha scleranthoides là một loài thực vật có hoa trong họ Thiến thảo. Loài này được (F.Muell.) Pedley ex Halford miêu tả khoa học đầu tiên năm 1992.